# Timo Berger
Timo Berger nasceu em 1974 em Stuttgart, Alemanha. É poeta, produtor cultural e tradutor. Dirige o Festival Latinale (Berlim) voltado para literatura Latino-Americana e dirigiou do 2004 até 2007 também o Festival de poesia Salida al Mar (Argentina). Traduziu para o alemão autores como Washington Cucurto, Silvio Rodriguez, Kalaf, Laura Erber e Sergio Raimondi. Em 2008 publicou o livro de poemas "Ferne Quartiere" pelas edições Lyrikedition 2000 (Alemanha). 2015 traduziu uma compilacão da poesia de Nicolas Behr.

## Publicações (como autor)
- Moldavia e outras histórias. Tradução: Douglas Pompeu (São Paulo, Edições Jabuticaba, 2021)
- AmérikaNoAmérika (Mexico, Bonobos, 2012)
- A cien cuadras y otros poemas (San José/Costa Rica, Editorial Germinal, 2011)
- A cien cuadras del centros. Poemas (Bahía Blanca/ Argentina, Ediciones VOX, 2006)
- Sex and Sound (Buenos Aires/ Argentina, Eloísa Cartonera, 2005)
- Literatura Skin (Buenos Aires/ Argentina, Eloísa Cartonera, 2003)

## Publicações (como organizador)
- Popcorn unterm Zuckerhut. Junge brasilianische Literatur (Berlim, Verlag Klaus Wagenbach, 2013)
- Asado verbal. Junge argentinische Literatur (Berlim, Verlag Klaus Wagenbach, 2010)
- Luces Intermitentes. Nueve Poetas Alemanes (Guadalajara/ Mexico, Paraísos Perdidos, 2009)
- Enjambre Berlinés. Doce Poetas Latinoamericanos (Bahía Blanca y Buenos Aires/ Argentina, Ediciones VOX y GRUMO, 2008)